# Červený hrádek (zámek, Jirkov)
Červený hrádek (německy Rothenhaus) je raně barokní zámek na severním okraji Jirkova v okrese Chomutov. Postavit ho nechal roku 1655 Jan Adam Hrzán z Harasova. Staveništěm zámku se stala ostrožna na úpatí Krušných hor, na které předtím stával hrad Borek. Zámecký areál je od roku 1963 chráněn jako kulturní památka.

## Historie
Počátky hradu jsou nejasné. August Sedláček a Rudolf Anděl zaměnili Borek s nedalekým Novým Žeberkem a dějiny obou hradů jimi byly spojovány.

### Hrad

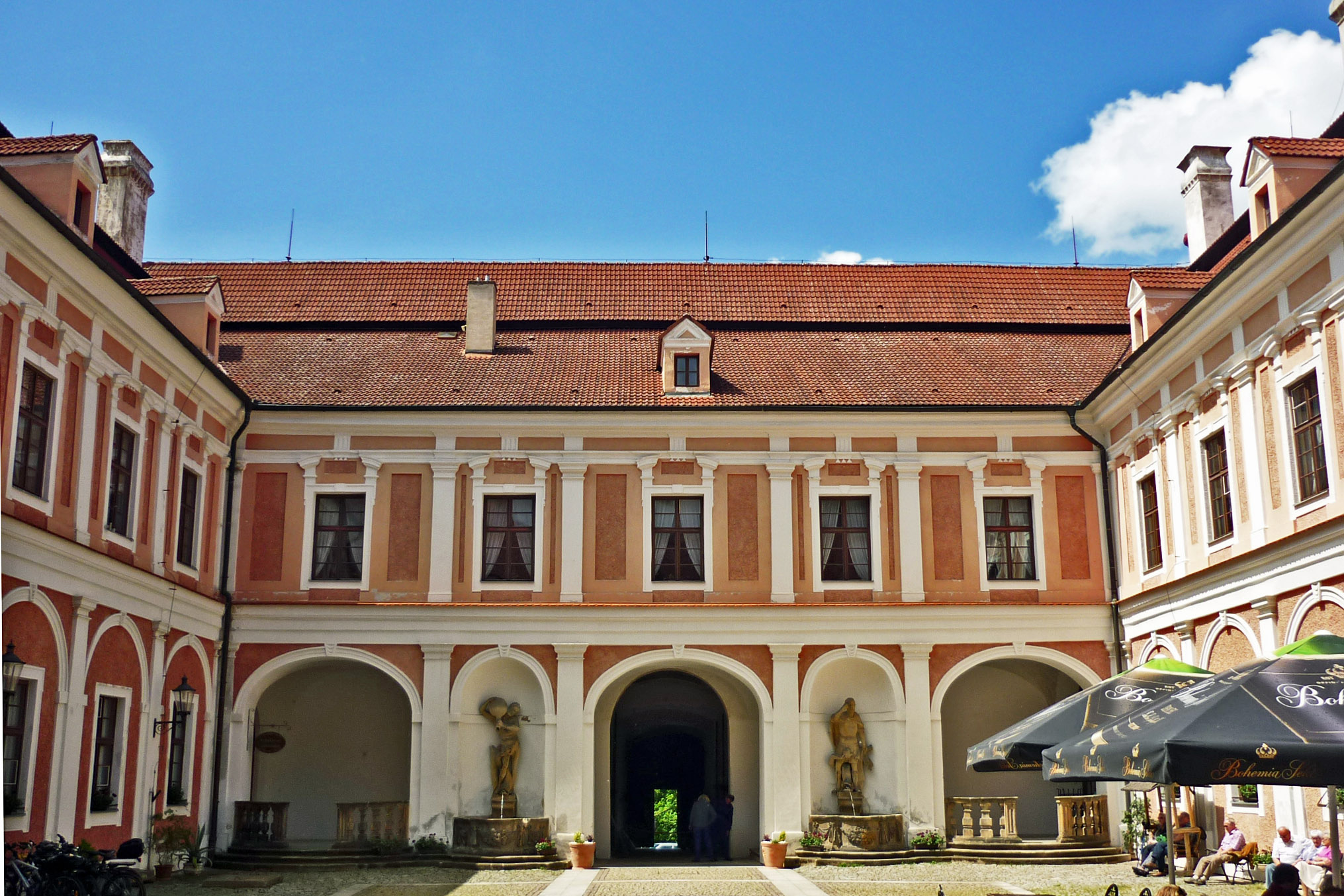
Nádvoří

Hrad Borek byl postaven neznámým stavebníkem v době na přelomu čtrnáctého a patnáctého století, ale někdy bývá za zakladatele považován Dětřich Kraa, který mohl hrad založit v letech 1411–1415. Dětřich zastával na dvoře krále Václava IV. funkci podčešího. Již roku 1413 vykonával patronátní právo v Borku a v roce 1415 přijal od krále městečko i s hradem jako manství. Zemřel přibližně o dva roky později. Majetek po něm zdědila manželka Kateřina a syn Hanuš Kra, kteří panství roku 1417 prodali Václavovi z Moravěvsi a Kopist.
Během husitských válek stál Václav z Moravěvsi na katolické straně. Nechal hrad opravit a ozdobit červenou barvou, podle níž se hradu začalo říkat Červený hrádek. Nový název se v písemných pramenech poprvé objevil roku 1422. Po Václavově smrti hrad získali Markéta, vdova po Buškovi z Eisenberka, a její synové Jan a Bohuslav z Moravěvsi a Blažimi. Roku 1428 byl za jediného pána hradu označen pouze Jan z Moravěvsi. Ještě téhož roku se hradu zmocnil Vít ze Šumburka, později Bohuslav ze Rvenic a v roce 1436 Jan Hrádek z Chodžova.
Právní nárok na hrad však stále držel Jan Blažimský, který jej roku okolo roku 1431 prodal Půtovi z Ilburka. Jisté právo na něj měl také Jan z Litovic, manžel Anežky ze Rvenic, která byla druhou manželkou Václava z Moravěvsi. Ani jeden z nich však hrad fakticky neovládal. Roku 1437 nechal císař Zikmund zapsat hrad Vilémovi z Ilburka, ale ani on se skutečným majitelem nejspíše nestal, přestože se o něj soudil s Janem Hrádkem z Chodžova. Dalším pánem hradu se stal Plichta ze Žerotína, uváděný na Červeném hrádku v roce 1440. Vilémovi z Ilburka se od něj podařilo hrad nejspíše získat, protože roku 1443 udělil jirkovským měšťanům řadu práv. Roku 1449 potom celé panství s výjimkou věna Anežky ze Rvenic prodal Albertu (Albrechtu) Konipasovi. Ke statku tehdy patřily kromě samotného hradu mimo jiné vesnice Březenec, Zaječice, Vinařice, Kyjice, Komořany, městečko Ervěnice, dva díly Jirkova a větší část Vrskmaně.
Podle Rudolfa Anděla Albert Konipas přikoupil Kyjice (tehdy rozdělené na Okrouhlé a Dlouhé Kyjice) až v roce 1454, když od Víta ze Šumburka koupil Starý Žeberk. Po Albertově smrti vdova a syn Oldřich Červený hrádek prodali roku 1472 Bedřichu Ojířovi z Očedělic, od kterého jej o rok později koupil Hanuš Glac ze Starého Dvora. Z jeho synů Červený hrádek připadl Lorenci Glacovi. Po něm, podle poslední vůle z roku 1516, zdědila majetek dcera Anna, která se provdala za Šebestiána z Veitmile. Musela však nejprve vyplatit věno druhé Lorencovy manželky, Voršily z Minic, a nároky Lorencova strýce Bernarta.
Přestože byl Šebestián z Veitmile považován za dobrého hospodáře, nedostatek peněz ho přinutil borecké panství roku 1549 zastavit Jindřichovi z Gersdorfu. Šebestián brzy potom zemřel, a panství tak vyplatil až jeho syn Jan z Veitmile v roce 1551. Zůstalo mu jen tři roky, protože roku 1554 ho spolu se svými strýci prodal rytíři Kryštofovi Karlovicovi z Karlovic za 27 000 kop českých grošů. Vzhledem k nepříliš dobrému hospodaření musel postupně rozprodávat jednotlivé části panství, až roku 1577 prodal samotný zámek s několika vesnicemi Augustu Gersdorfovi z Gersdorfu. Kryštof vzápětí zemřel a červenohrádecké panství od August Gersdorfa v roce 1579 koupil Bohuslav Felix Hasištejnský z Lobkovic.

### Zámek

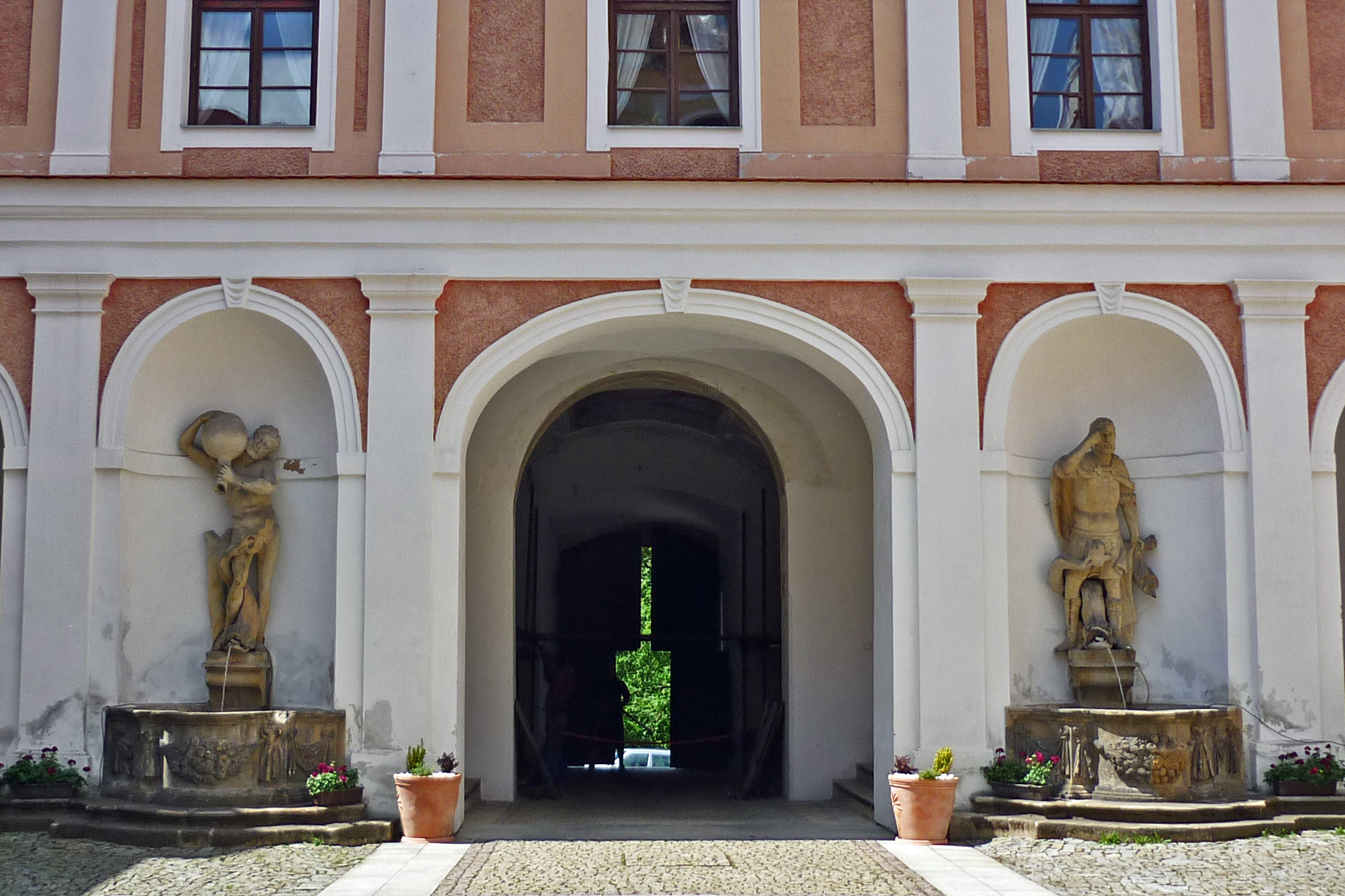
Sochy Odyssea a Polyféma na nádvoří

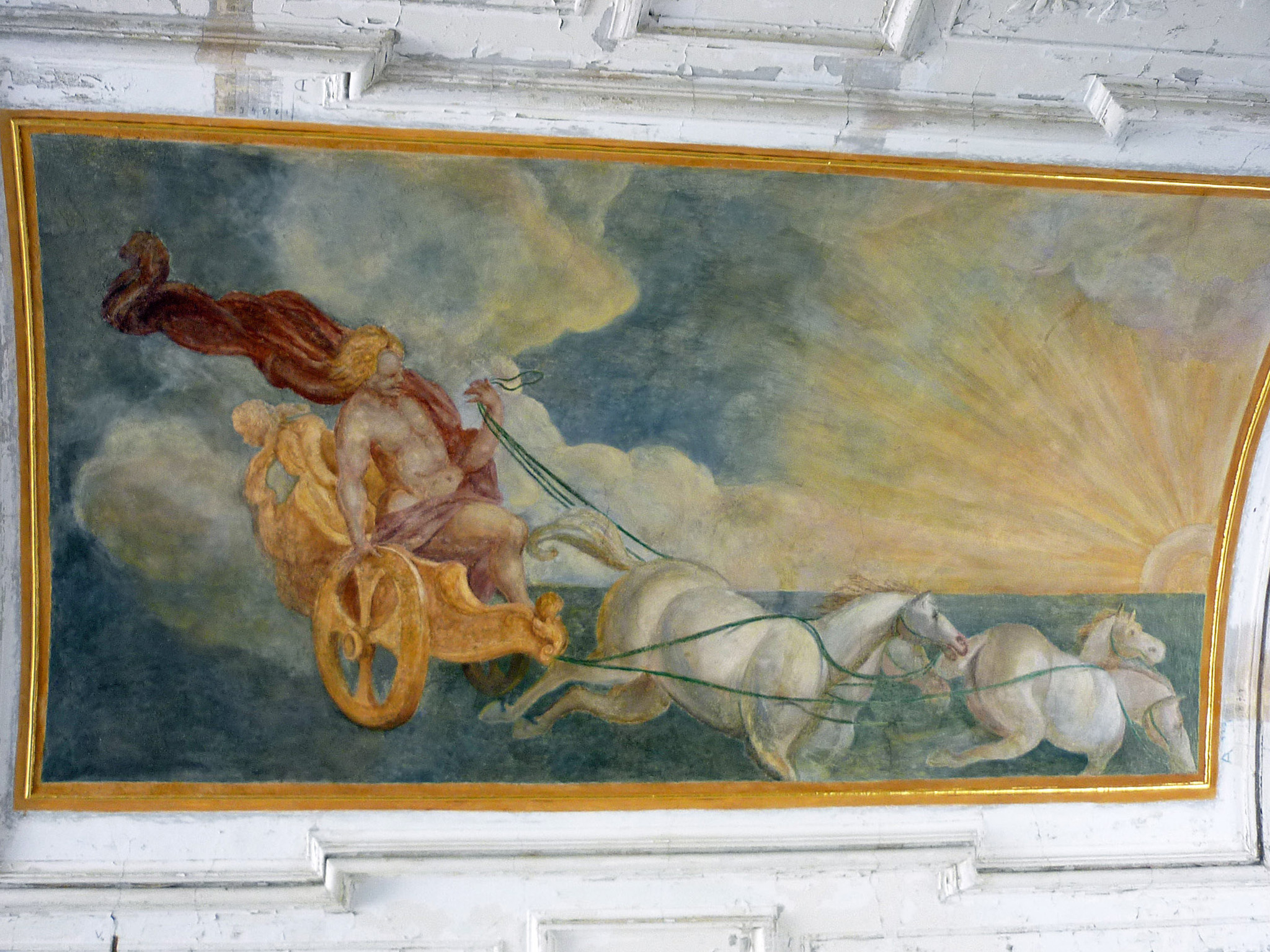
Jedna z nástěnných maleb

Bohuslav Felix Hasištejnský z Lobkovic nechal hrad po roce 1579 přestavět na renesanční zámek. Kromě toho získal zpět dříve odprodané části panství. Před svou smrtí rozdělil rozsáhlý majetek mezi tři syny, z nichž Adam zemřel brzy po otci. Ze zbývajících bratrů Červený hrádek připadl spolu Chomutovem, Údlicemi, Březnem, Nezabylicemi a Horou Svaté Kateřiny mladšímu Bohuslavu Jáchymovi Hasištejnskému z Lobkovic, který se oženil s Annou z Redernu. Po její smrti vyměnil roku 1588 veškerý majetek se svým příbuzným Jiřím Popelem z Lobkovic za Mladou Boleslav, Kosmonosy a 80 tisíc kop míšeňských grošů. Jiří Popel z Lobkovic na svém novém panství zahájil proces rekatolizace a do Chomutova pozval jezuity. Obyvatelé města se proti náboženským změnám bouřili a roku 1591 ve městě došlo k otevřenému povstání. Povstání bylo potlačeno a ještě téhož roku proběhl na Červeném hrádku soud s částí povstaleckých vůdců, z nichž byli dva měšťané na zámku popraveni.
Samotný Jiří Popel brzy poté upadl u císaře Rudolfa II. v nemilost a byl uvržen do vězení na Lokti, kde roku 1606 zemřel. Ještě předtím, roku 1594, mu byl zabaven veškerý majetek, který byl až do roku 1605 (1606) ve správě královské komory, kterou v Chomutově a na Červeném hrádku zastupoval Jan Cetlpergár. Dne 19. prosince 1605 panství s městečkem Borkem spolu s Údlicemi, Nezabylicemi a Blatnem a Horou Svaté Kateřiny koupil Adam Hrzán z Harasova za 236 tisíc rýnských zlatých.

### Hrzánové zHarasu

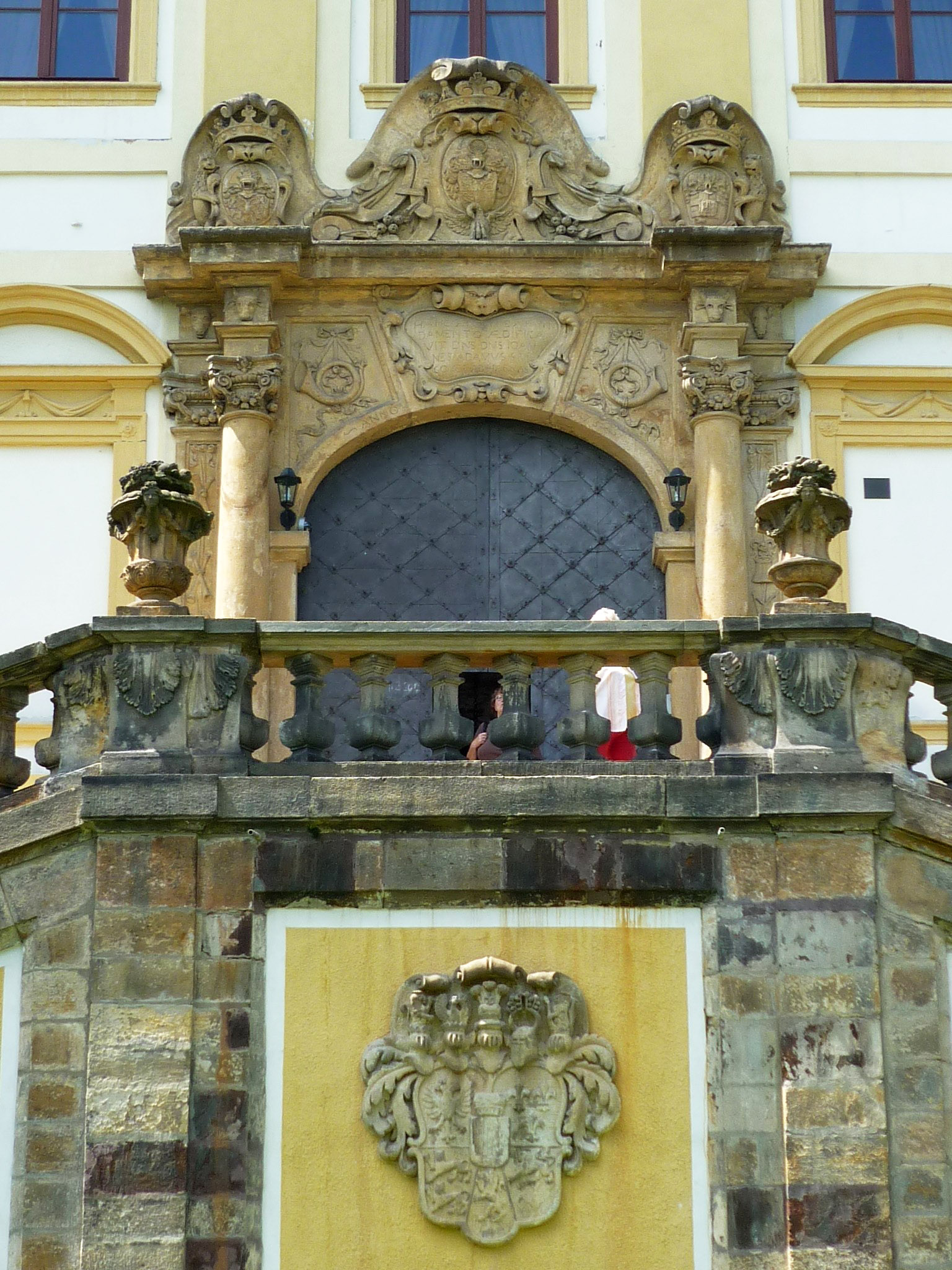
Portál hlavního průčelí s erbem rodu Hohenlohe-Langenburg

Adam Hrzán sympatizoval s českým stavovským povstáním. Přestože byl zámožný, nechtěl se plně podílet na financování stavovských aktivit, a proto stavovské direktorium roku 1618 na zámek poslalo úředníky doprovázené oddílem ozbrojencům, kteří tam zabavili peníze v hodnotě 118 tisíc kop míšeňských grošů. Po Adamově smrti v roce 1619 panství zdědil syn Jan Hrzán. Stejně jako jeho bratři a otec podporoval Fridricha Falckého, a proto měli být potrestán ztrátou veškerého majetku. Podařilo se jim tomu zabránit tak, že Zdislav Hrzán se vzdal svého lanškrounského panství.
Třicetiletá válka pro zámek znamenala pohromu. Roku 1631 zemřel Jan Hrzán, a zámek připadl vdově Sabině Žofii z Vřesovic a jejím třem nezletilým synům. Ve stejném roce museli majitelé zaplatit výpalné saskému veliteli Vlietsingovi, jehož oddíly tábořily u Chomutova. Přesto Sasové zámek obsadili a jeho velitelem se stal Jindřich z Bischofsheimu. Vojáci navíc poničili vybavení interiérů a zbourali úřednický dům. V únoru roku 1632 k Červenému hrádku přitáhlo císařské vojsko od obléhaného Žatce a zámek vypálilo. Podruhé zámek vyhořel roku 1639 během vpádu Švédů.
Sabina Žofie z Vřesovic se mezitím roku 1633 vzdala za svobodného pána Rudolfa z Morzinu. Roku 1646 se správy panství ujal její syn Jan Adam Hrzán z Harasova, který tehdy dosáhl plnoletosti, a v roce 1655 zahájil obnovu sídla. Nejprve musely být strženy válkou poničené zbytky starého zámku a jeho opevnění. Samotná stavba proběhla v letech 1669–1675 a řídil ji stavitel Santino de Bossi. Autorství projektu však bývá připisováno Antoniovi della Porta.
Po Janu Adamovi se měli roku 1681 o majetek rozdělit rovným dílem dva synové. Červenohrádeckým pánem se stal Ferdinand Maxmilián z Harasu, který na zámku v letech 1687–1688 hostil sochaře Jana Brokoffa. Roku 1696 musel celé panství přenechat staršímu bratrovi Arnoštu Maxmiliánovi Hrzánovi, který za něj převzal dluhy a zavázal se vyplácet mu rentu ve výši 6660 zlatých. Panství již o rok později zdědil Zikmund Valentin Hrzán z Harasova kterému do té doby patřil údlický statek. Na Červeném hrádku pravděpodobně nechal postavit schodiště do parku před jižním průčelím zdobené Brokoffovými vázami. Návrh schodiště pochází, ne zcela jistě, od architekta Jana Baptisty Matheye.

### Osmnácté a devatenácté století

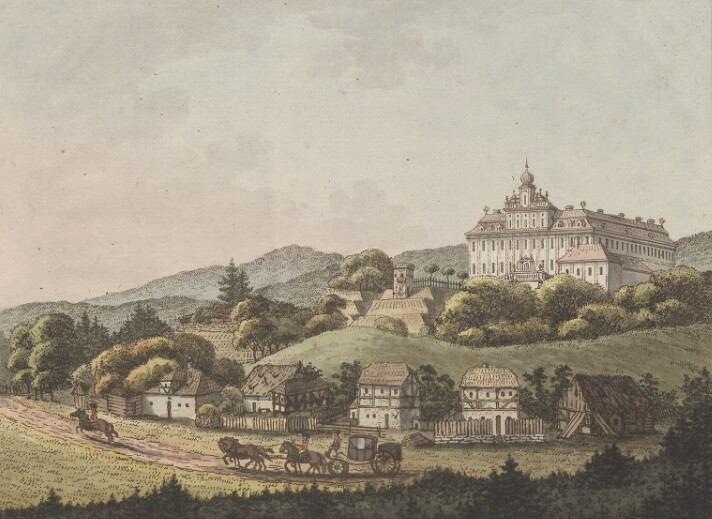
Zámek kolem roku 1784, rytina F. K. Wolfa

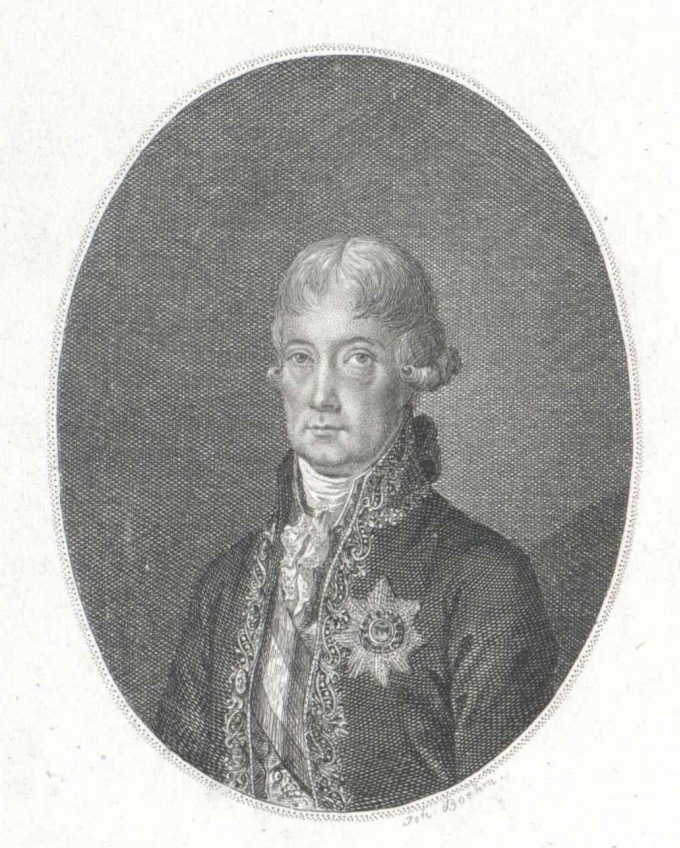
Jindřich František z Rottenhanu

Dne 18. října 1707 červenohrádecké panství koupil za 90 300 zlatých kníže Jan Adam Ondřej z Lichtenštejna. Jeho dědičkou se stala vdova Erdmunda Tereza rozená z Ditrichštejna a po ní roku 1720 dcera Marie Dominika z Lichtenštejna. Ta se provdala za knížete Jindřicha z Auerspergu. Zemřela roku 1724. Svůj majetek v závěti rozdělila na poloviny, z nichž jednu zdědil její manžel. Druhou polovinu zdědila dcera a synové Karel, Jan a Adam, ale roku 1766 členové rodiny uzavřeli smlouvu, podle které celé panství připadlo Janu Adamovi z Aursperka. Někdy v té době bylo k Červenému hrádku připojeno bílenecké a voděradské panství.
Roku 1771 panství koupil za milión zlatých Jan Alexandr z Rottenhanu, který je o šest let později odkázal synovi Jindřichu Františkovi z Rottenhanu. Jindřich se zasloužil o rozvoj panství a provedl také stavební úpravy na zámku, kde byla mimo jiné stržena vížka s cibulovou střechou, která stávala nad střechou průčelního rizalitu. Upravena byla také osově souměrná zahrada, na kterou navázal anglický park doplněný množstvím plastik a drobných staveb – divadlem, antickým chrámkem a dalšími pavilony. Jindřichovou dědičkou se stala jediná dcera Gabriela provdaná za hraběte Jiřího Františka Buquoye. Za něj od roku 1808 nejméně do roku 1820 na zámku od jara do podzimu pobýval Václav Jan Křtitel Tomášek, který zastával funkci učitele a skladatele hudby a organizátora hudebních vystoupení. Hraběnka Gabriela panství rozšířila roku 1832 přikoupením Přísečnice a pět let později ještě Hauenštejna. Majetek spravovala až do smrti v roce 1863, kdy se o něj rozdělily její děti. Zatímco Přísečnici a Hauenštejn zdědil syn Jiří Jan Buquoy, Červený hrádek získala dcera Isabella, ovdovělá hraběnka Trauttmansdorffová.

### Novodobé dějiny
Posledním rodem, kterému zámek patřil, se stali Hohenlohe-Langenburgové. Získali jej sňatkem Isabeliny dcery Gabriely s knížetem Ludvíkem Hohenlohe-Langenburgem. Zámek roku 1892 převzal její syn z prvního manželství Gottfried Hohenlohe, který roku 1895 pověřil architekta Jana Kotěru úpravami zámku. Gottfriedův syn Max Egon Hohenlohe se stal posledním šlechtickým držitelem Červeného hrádku. Max Egon udržoval styky se Sudetoněmeckou stranou, což mu umožnilo dojednat setkání anglického vyjednavače Waltera Runcimana s představiteli strany během jeho mise v srpnu a září 1938. Vzhledem k těmto stykům byl však zámek rodině po druhé světové válce zabaven a většina mobiliáře byla odvezena do Krásného Dvora.
Zámek od té doby sloužil řadě organizací. Vystřídalo se v něm učiliště hornické mládeže a učňovské středisko Chemických závodů v Záluží u Mostu. Od roku 1967 v zámku fungovalo doléčovací středisko chomutovské nemocnice a o dva roky později byl ve dvou místnostech zřízen Památník boje proti fašismu. Roku 1996 zámek získalo město Jirkov, které zahájilo rozsáhlou rekonstrukci dokončenou v roce 2006. V zámku od té doby sídlí Kulturní, vzdělávací a informační zařízení Jirkov. Veřejnosti je v zámku zpřístupněn prohlídkový okruh a technické muzeum v bývalé jízdárně.

## Stavební podoba

### Hrad
Zámecká budova neobsahuje zdivo staršího hradu ani zámku. Pouze ve zdech terasy před zámkem jsou druhotně použity kamenické prvky z původního hradu. Bedřich Bernau v devatenáctém století popsal ztracenou ilustraci zámku před barokní přestavbou. Podle ní a drobných náznaků v zámeckých interiérech je možné předpokládat, že hrad a renesanční zámek měly pravidelnou dispozici se zástavbou podél obvodové hradby kolem centrálního nádvoří.

### Zámek

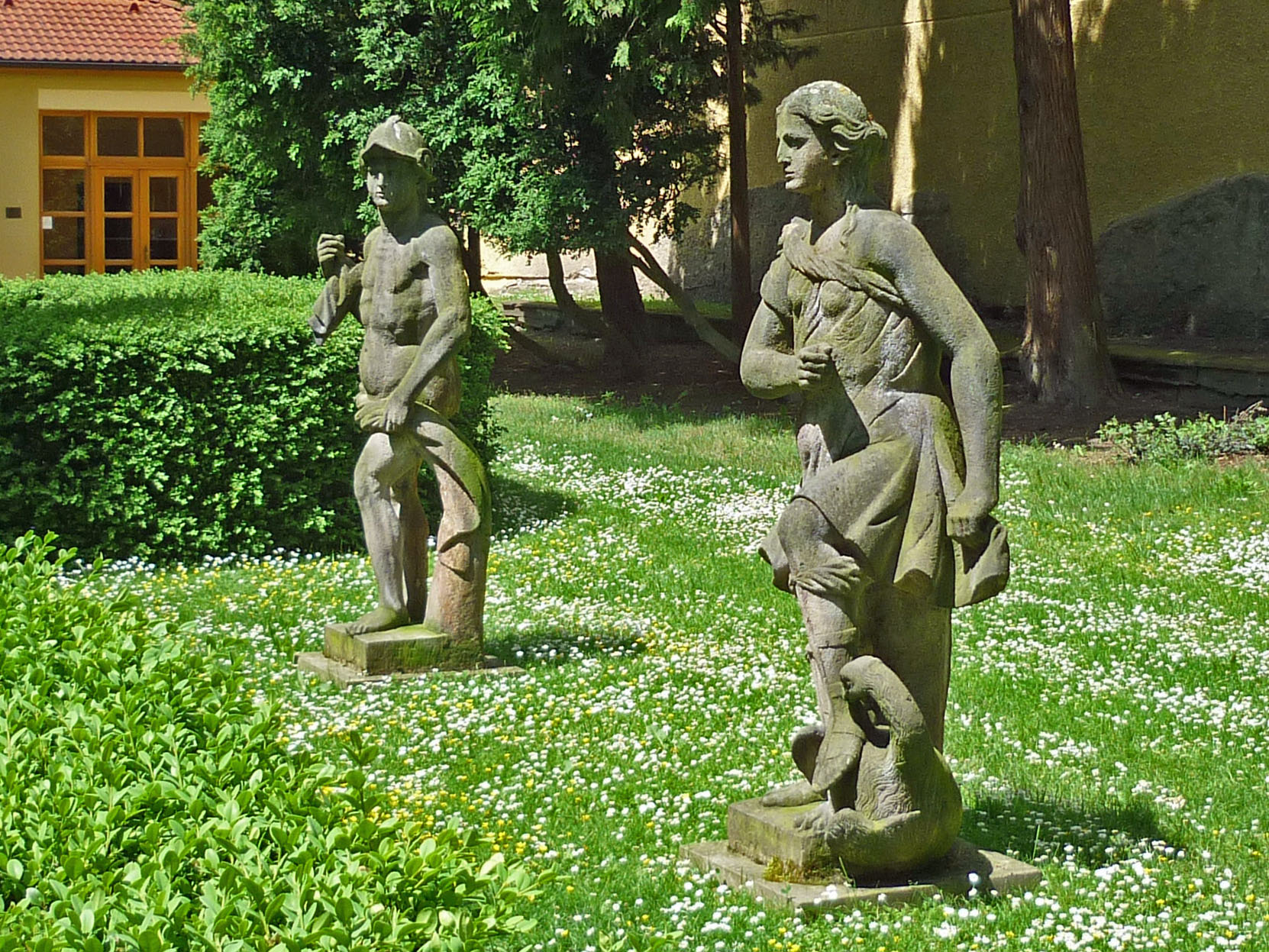
Sochy v zámeckém parku

Zámek je barokní čtyřkřídlá uzavřená budova kolem obdélníkového nádvoří krytá mansardovou střechou. Dominantou jižního průčelí se třinácti osami je výrazný rizalit s fasádou členěnou pilastrovým řádem. V ose rizalitu se nachází zdobený portál z roku 1675. K portálu vede dvouramenné schodiště s balustrádami a vázami. Nádvoří je přístupné také průjezdem v protilehlém křídle, do kterého vede portál se segmentovým štítem. Vestibul průjezdu má štukováním a malbami zdobený strop. Nádvorní fasády jsou členěné slepými arkádami a pilastry. Přízemí od patra odděluje stupňovaný vlys. Křídlo s průjezdním portálem se do nádvoří otevírá třemi velkými arkádami, mezi kterými jsou výklenky s kašnami zdobenými sochami Odyssea a Polyféma od sochaře Jana Brokoffa.
Přízemní místností má stropy zaklenuté valenou klenbou nebo valenou klenbou s výsečemi. Významným prostorem, který zabírá dvě poschodí, je velký sál v rizalitu hlavního průčelí. Vstup do něj umožňují čtyři portály se štukovou výzdobou. Horní část stěn sálu je zdobená pilastry podepřenými štukovými atlanty a výklenky s mytologickými postavami. Pod nimi jsou malby bitevních scén a štukové reliéfy. Mytologické a lovecké výjevy jsou také na stropě s vysokým fabionem. Z roku 1695 pochází zámecká kaple svatého Jana Křtitele rozšířená roku 1787. V jejím presbytáři byla použita necková klenba, zatímco loď má klenbu valenou s lunetami.

### Park
V okolí zámku je rozsáhlý park a zámecká obora. Park byl původně doplněn plastikami a zahradními stavbami. V polovině devatenáctého století byl na jižní straně zámku doplněn o zahradu, jejíž součástí byla sbírka jehličnanů, a skleníky. Od roku 2019 je velká část obory a některých přilehlých oblastí chráněna jako přírodní památka Červený Hrádek.